# Colotis evanthides
Colotis evanthides is een vlindersoort uit de familie van de Pieridae (witjes), onderfamilie Pierinae.
Colotis evanthides werd in 1896 beschreven door Holland, W.